# Proces rzymsko-kanoniczny
Proces rzymsko-kanoniczny – rodzaj postępowania cywilnego powstały we włoskich komunach. Rozwinął się w oparciu o rzymski proces kognicyjny, obowiązujące w sądownictwie kościelnym prawo procesowe papieża Innocentego III oraz praktykę sądów włoskich. Obowiązywał w komunach włoskich, krajach Świętego Cesarstwa Rzymskiego (I Rzeszy) oraz do 1654 roku w Sądzie Kameralnym Rzeszy.
Oparty był na zasadach skargowości, pisemności, dyspozycyjności, kontradyktoryjności (przeciwstawności dwóch stron), legalnej teorii dowodowej, prawdzie formalnej i instancyjności (możliwa była apelacja).
Na rzymsko-kanonicznym postępowaniu cywilnym oparto procedury cywilne większości państw europejskich.